# 多田建設
多田建設株式会社（ただけんせつ）は東京都江東区に本店を置く、日本の建設会社である。

## 概要
第二次世界大戦終戦で朝鮮から引揚げ・営業再開した多田組を前身とする。当初は東京下町の復興工事に携わり、爾来、民間建築工事主体で営業してきた。
一時期は東京証券取引所第一部に上場していたが、バブル経済崩壊後の1997年7月、資金繰り悪化から会社更生法の適用を申請し、倒産した（負債総額は約1,714億円）。大旺建設の支援を受けて更生完了したが、同社による合併に多田建設社員が反発し、2005年7月、再び会社更生法の適用を申請した。2005年12月にアセット・マネージャーズとリーマン・ブラザーズがスポンサーとなり、2度目の会社更生手続も2006年に終結した。
2008年に入ってサブプライム問題や建築確認申請問題に端を発した市場環境により、7月30日に3度目となる会社更生法の適用を申請した。帝国データバンクによると負債総額は約179億円。

## 沿革
- 1916年4月1日 - 多田嘉作、朝鮮平壌府にて多田組を創業。
- 1946年2月 - 多田公人、終戦により内地に引揚げ、営業再開 （東京都江東区深川住吉町）。
- 1947年6月18日 - 法人化し、株式会社多田組設立 （資本金18万円）。
- 1948年8月 - 本社を現在地に移転、多田建設株式会社と改称。
- 1963年4月 - 東京証券取引所市場第二部に上場。
- 1988年11月 - 東京証券取引所市場第一部に指定替え （当時の証券コード 1843）。
- 1989年3月 - 大阪証券取引所市場第一部に上場 （当時の資本金41億250万円）。
- 1990年1月 -コーポレートアイデンティティ導入。青のTaDaロゴが登場。コーポレートカラーは赤・青・緑・黄。
- 1997年7月30日 - 会社更生法の適用を申請、倒産 （10月、上場廃止）。
- 2001年3月 - 更生計画により減資。資本金10億円に。
- 2005年3月 - 会社更生手続終結。
- 2005年7月 - 社員により会社更生法適用が申請される。
- 2006年6月 - 会社更生手続終結。
- 2008年7月 - 会社更生法の適用を申請。通算で3度目。
- 2010年6月 - 従来の発行済株式を100%減資。日神不動産を引き受け先として第三者割当増資。

## 書籍
- 舘澤貢次 『ゼネコンはこうして潰れる』 あっぷる出版社、1998年7月。ISBN 4871771695